# Kalle Koskinen
Karl Koskinen, född 3 januari 1972, är en finländsk ishockeyspelare (back), för närvarande i finländska JYP Jyväskylä. Han är mest känd från sin tid i Timrå IK i Elitserien i ishockey, där han spelade från säsongen 2002/2003 till säsongen 2007/2008. Nu återfinns han alltså i JYP, där han spelade mellan år 1993 och 2000.

## Klubbar
- 1993-2000 JYP Jyväskylä eller bara JYP
- 2000-2002 Pelicans
- 2002-2008 Timrå IK
- 2008-2012 JYP